# جهنا

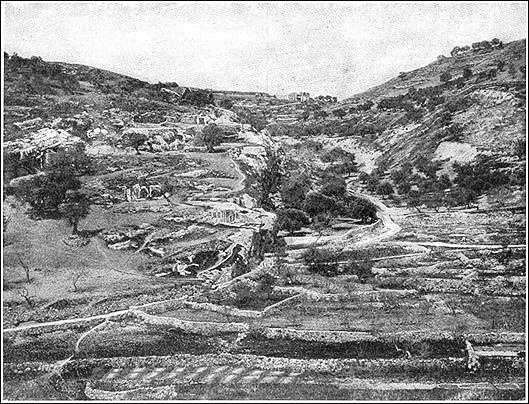
دره هینوم در ۱۹۰۰

جهنم‌دره یا جهنا واژه‌ای عبری برای بیان جهان زیرین و سرزمین تاریکی است، و شاید بتوان آن را برابر با جهنم مسلمانان دوزخ دانست. بیرون از شهر اورشلیم باستان مکانی بود بنام قدس‌قدیم که دو دره اصلی آن را دربرگرفته‌بودند، تنخ (عهد عتیق) یکی از آن‌ها را درهٔ پسرِ هینوم می‌نامد که واژهٔ جهنم ماخوذ از آن است (Gehenna /Gehinnom / Yiddish Gehinnam). طریقه نوشته شدن این واژه در زبان‌های گوناگون از این قرار است: یونانی: γέεννα؛ عبری: Gei’ Hinno גהנום/גהנם؛ انگلیسی: Gehenna؛ آلمانی: Geenna.
تنخ آنجا را جایگاه رانده‌شدگان بنی‌اسرائیل و پیروان ایزد بعل و خدایان کنعانی، مانند مولوخ، می‌داند که فرزندان خویش را برای آتش قربانی می‌کردند (دوم تواریخ ۲۸:۳، ۳۳:۶؛ ارمیا ۷:۳۱، ۶-۱۹:۲؛ دوم پادشاهان ۲۳:۱۰). کتاب ارمیا (۶-۱۹:۵) آن را دره سلاخ‌ها گفته‌است. زمانی نیز در آن آشغال می‌سوزاندند. جهنا در کتاب‌های آسمانی یهودیت و مسیحیت و اسلام سرانجام گناهکاران است. واژهٔ جهنا را نباید با کلمهٔ خنثای شئول یا هادس به معنای دنیای مردگان یکی دانست، امری که در ترجمهٔ انگلیسیِ معروفِ کتاب‌مقدس بنام انجیل شاه جیمز صورت گرفت و هردوی آنها را با واژهٔ انگلوساکسونی جهنم (Hell) یکسان دانست.

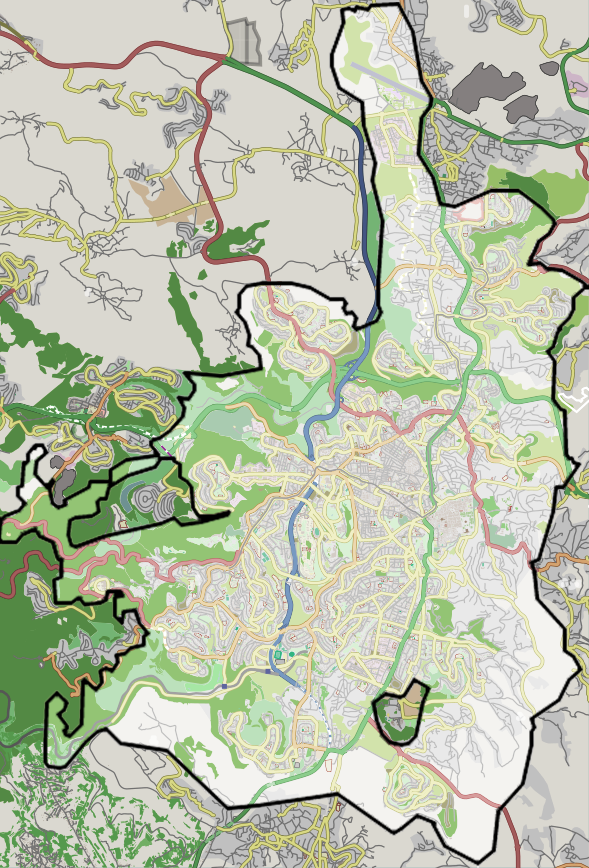
محل جهنم‌دره در اورشلیم، جنوب کوه صهیون، جغرافیا مختصات 31 ° 46′6.3 ″ N 35 ° 13′49.6 مختصات: 31 ° 46′6.3 ″ N 35 ° 13′49.6 ″ E، جریان رودخانه های گی بن هینوم

## ریشه‌شناسی
واژهٔ انگلیسی جهنا Gehenna بیانی است از گِ. اِننا (Ge'enna (γέεννα یونانی در عهد جدید، رونوشتی آوایی از گی‌هننآی زبان آرامی Gēhannā ܓܗܢܐ و برابر با گِ. هین‌نوم Ge Hinnom عبری که برگردان گفتاری آن "دره هینوم" است.

درعهد عتیق برگردان گِی بِن هینوم "درهٔ پسران هینوم" است و در تلمود آن را גהנם Gehinnam نوشته‌اند. در قرآن نیز جهنم جایی پر از شکنجه برای گناهکاران و کافران و برابر با واژه Hell است.

## گیتاشناسی

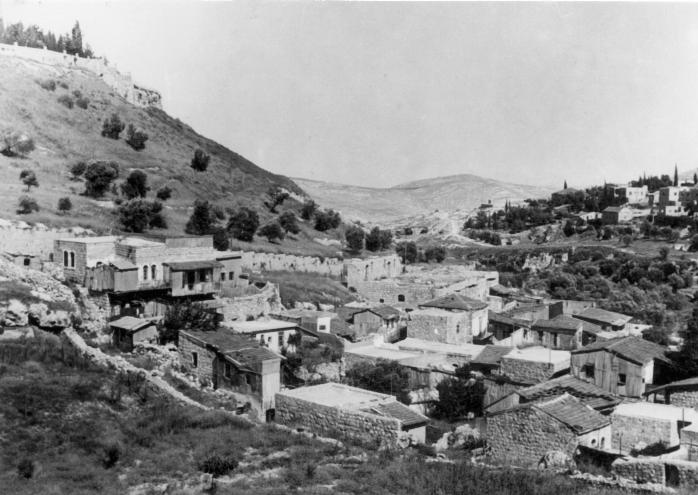
دره هینوم ۱۹۴۸

مکان صحیح درهٔ هینوم مورد گفتگو است. تفسیرهای کهن جای آن را زیر دیوار جنوبی اورشلیم باستانی، کشیده از پای کوه صهیون به سوی شرق، و گذشتن از دره تیروپائون Tyropoeon تا دره کدرون گفته‌اند.
با این همه دره تیروپائون دیگر با دره هینوم مرتبط نیست، زیرا در دوره آحاز  و منشه (پسر حزقیال نبی) دره تیروپائون این سوی دیوار بود و کودکان را آن‌سوی دیوار قربانی می‌کردند. اسمیت (۱۹۰۷)، دالمن (۱۹۳۰)، بیلی (۱۹۸۶)، و واتسون (۱۹۹۲) بر اساس اطلاعات یوشع نبی -که هینوم از شرق تا غرب گسترده و بیرون از دیوار بوده‌است- وادی ار ربابی را درهٔ هینوم دانسته‌اند. مطابق نوشته‌های یوشع دره از عین‌روجیل En-rogel آغاز می‌شده‌است. اگر بئرایوب امروزی همان عین‌روجیل باشد، پس وادی‌ار ربابی که از آن آغاز می‌شده همان هینوم است.
این گزاره سیزده بار و در یازده آیه از انجیل نگارش شاه‌جیمز به گونه‌های "دره هینوم"، دره پسر هینوم"، یا "دره فرزندان هینوم" آمده‌است. در اسطوره آن را جهان زیرین زمین (یوحنا ۲:۷) یا جهان زیرین دریاها (ایوب ۲۶:۵) گفته‌اند. دره هینوم در پای کوه صهیون است.

## جهنا درتنخ
قدیمی‌ترین ارجاع تاریخی برای این دره کتاب یوشع (۱۵:۸ و ۱۸:۶) است، آنجا که مرزهای قبیله‌ای را بیان می‌کند.
مرجع دیگر تاریخی دوران پادشاهی آحاز حاکم یهودیه است که بنا بر کتاب دوم تواریخ ۲۸:۳ پسرانش را قربانی کرد. از آنجا که پسر مشروع او -از دختر کاهن اعظم حزقیا- جانشین پادشاهی‌اش بود، شاید بتوان گفت فرزندان کشته‌شدهٔ او حرام‌زاده و از زنان ثبت‌نشدهٔ کافر و معشوقه‌هایش بوده‌اند. در کتاب دوم رسولان ۳۳:۶ همین رفتار فرزندسوزی برای نوهٔ آحاز بنام منشه نیز ثبت شده‌است. تنها این نکته باقی می‌ماند که آیا عبارت "فرزندانش را به آتش افکند" تنها مراسمی عادی بوده یا همان آیین مرسوم قربانی فرزندان بوده‌است.
واژهٔ جهنا در کتاب اشعیا ثبت نشده، اما از "مکانی سوزان" ۳۰:۳۳، که شاید همان توفِت/قربانگاه "Topheth" باشد، یادمی‌کند که ارتش آشوریان باید در آن نابودشوند و سرود پایانی اشعیا نیز دربارهٔ همان نبرد یا جنگی مانند آن است ۶۶:۲۴ " جایی که کِرم‌ها هرگز نمی‌میرند" که از زبان عیسا و در اشاره به جهنا در کتاب متی ۹:۴۴ - ۹:۴۶ و ۹:۴۸ آمده‌است.
در دوران یوشیا فرمانی از کتاب ارمیا آمد که باید همه نیایشگاه‌های توفت ویران شوند تا این رسم پایان پذیرد (ارمیا ۳۲-۷:۳۱و ۳۲:۳۵). آمده‌است که شاه یوشیا برای جلوگیری از قربانی کردن کودکان در زیارتگاه مولوخ در توفت آنجا را نابود ساخت (دوم رسولان ۲۳:۱۰). با اینکه یوشیا به این کردار پایان داد، ارمیای نبی پیش‌گویی نمود که خودِ اورشلیم مانند جهنا و توفت خواهد شد (۶-۱۹:۲ و ۱۴-۱۹:۱۱).
آخرین مرجع جغرافیایی صریح کتاب نحمیا ۱۱:۳۰ می‌باشد: تبعیدیان بازگشته از بابِل که از بئرشبع تا هینوم اردو زده بودند.

## جهنا در ترگوم‌ها[۴]
ترجمه-تفسیرهایی از تَنَخ که به زبان آرامی باستان برجای مانده‌است واژه "جِهنُم" Gehinnom را به تکرار در آیات مربوط به آخرت، روز جزا و عاقبت بدکاران آورده‌است. همچنین شاید افزون بر آن معانی عبارت "مرگ دوم" نیز آمده باشد– مانند آنچه در بند پایانی کتاب اشعیا آمده‌است- اما نگارش‌های عبری هیچ‌یک از دو عبارت جِهنُم و مرگ دوم را ثبت نکرده‌اند، درحالی‌که ترگوم‌ها هر دوی آنها را آورده‌اند. در این باب ترگوم‌ها هم‌راستای انجیل مرقس هستند که جهنا را برای توصیف جنازه‌ها به " جایی که کِرم‌ها هرگز نمی‌میرند " به سخنان اشعیا افزوده‌اند.

## جهنا در مستنداتی افزون برانجیل
به‌جز ترگوم‌ها در کتاب‌های اسفار مشکوک، طومارهای دریای مرده، دروغ‌نامیده‌ها و آثار فیلون اسکندرانی با کمبود ارجاع مستقیم از جهنا مواجه هستیم. تاریخ یوسفوس فلاویوس آنجا که از اورشلیم ستایش می‌کند به شنوندگان رومی از تاریخ دره هینوم چیزی نمی‌گوید. از آیین مرسوم و ثبت‌شده در تفسیرهای مسیحی نیز نمی‌گوید که در زمان پادشاهی روم آتش‌ها پیوسته روشن بودند و دره آشغالدانی شهر شده بود و جسد جنایتکاران و مردار جانوران را آنجا می‌انداختند.
دروازه جنوب‌غربی اورشلیم که مشرف بر دره بود "دروازهٔ دره" نام داشت.

## جهنا دریهودیت خاخامی

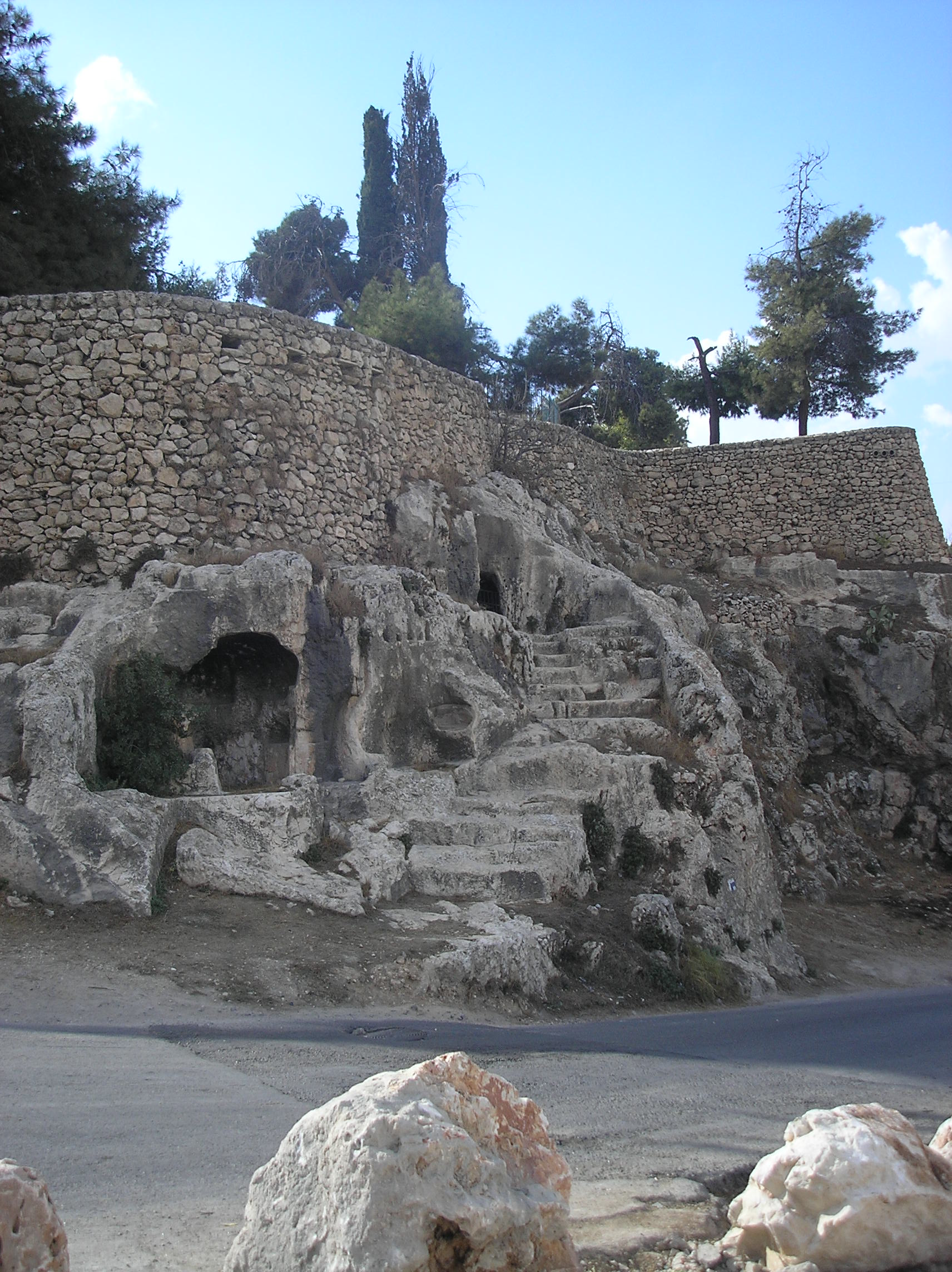
گورهای دره هینوم

درکتاب‌های یهودی مانند میشنا، رساله اووت، توسفتا، تلمود تصویر جهنا مکرر به‌عنوان مکانی برای نابودی گناهکاران آمده‌است. جهنا جایی مانند برزخ بیان شده که تبه‌کاران به آنجا برده می‌شوند تا زجر بکشند و سزای گناهان خویش بیابند. نوشته شده بیشترین زمانی که می‌شود گناه‌کار را در جهنا نگه داشت یک‌سال است، بجز پنج تن که برای همیشه در آنجا خواهند ماند.
واژه جهنا در اعتقادات مذهبی یهودیان و جدا از تاریخ خونبار آن، کنایه‌ای از "جهنم" یا هر جای همانند آن برای به کیفر رساندن در زندگی پس از مرگ است. دیدگاه سنتی‌ای که از پشتهٔ آشغال سوزان در دره هینوم و در جنوب اورشلیم به باور جهنای سوزانِ آخرت می‌رسد منسوب است به تفسیر داوود قیمحی بر سرود ۲۷:۱۳ (نزدیک ۱۲۰۰ پس از زایش مسیح). او بیان داشت آتش در آن دره نفرت‌آمیز ِ سوزان همیشه زبانه می‌کشد تا پلشتی مردارهای پرتاب شده در آن را پاک نماید. با این وجود هرمان استراک و پاول بیلِربِک بیان داشتند نه در دوره بین‌العهدین و نه در منابع خاخام‌ها هیچ گواه باستاشناسانه یا نوشتاری در پذیرش این ادعا یافت نشده‌است.
"جهنا: جای‌نگاری جهنم" نوشته لوید آر. بِیلی نیز از سال ۱۹۸۶ چنین دیگاهی دارد.
با این همه گواه‌هایی هست که شانهٔ جنوب‌غربی این دره (کِتِف هینوم) جایی برای گوراندن بوده و مشتمل بر اتاق‌های بسیار برای خاک‌سپاری که نسل‌ها و خانواده‌های آنان از سده‌های هفتم تا پنجم پیش از مسیح بارها آن‌ها به همین منظور بکار برده‌اند. کاربرد این جایگاه برای گوراندن تا نخستین سده‌های پیش از زایش و پس از آن پابرجا بوده‌است.
در سال هفتاد میلادی و با آمدن لژیون دهم امپراتوری روم این جا نه تنها جایگاهی برای گوراندن که جایی برای خاکسترکردن درگذشتگان نیز بوده‌است، زیرا آنان تنها دستهٔ شناخته‌شده هستند که در آنجا مردگان را خاکستر کرده‌اند. از آن زمان این جایگاه در باور یهودی نفرین‌شده و نابودگاه خوانده شد. با این همه، در باور یهودی این دره دروازه‌ای رو به دریاچه‌ای از آتش گدازان داشته‌است.
سرانجام باید گفت واژهٔ عبری جِهنُم نامی نمادین در یهودیت برای جایگاه پالایش روان مردگان گناهکار شد.
چرخهٔ پالایش یا جزا در بیشتر منبع‌های یهودی ۱۲ ماه‌است که شبات/سبت‌ها شکنجه‌ای درکار نیست. روان پس از پالایش به جهان دیگر/آخرت/"Olam Ha-Ba" فرازیافته یا اگر بسیار گنه‌کار باشد نابود می‌گردد.

## جهنا درعهد جدید
در انجیل‌های هم‌نوا (اناجیل سینوپتیک=متی، مرقس و لوقا) عیسی ۱۱ بار واژهٔ جهنا را در برابر ملکوت سلطنت خداوند به‌کار می‌برد (مرقس ۴۸-۹:۴۳). اینجا همان جایی است که هم روان و هم تن نابود می‌شوند (متی ۱۰:۲۸) در "آتشی خاموش ناشدنی" (مرقس ۹:۴۳).
همچنین جهنا در نامه یعقوب ۳:۶ نیز آمده‌است، آنجا که می‌گوید "زبان هم آتش است! در میان تمام اعضای بدن ما زبان دنیایی از شرارت است که همه وجود ما را آلوده می‌سازد و دوران زندگی را به جهنا مبدل می‌کند".
فهرست کامل منابع:
- متی ۵:۲۲: "... هر کس نسبت به برادر خود عصبانی شود، ملامت خواهد شد و هر که برادر خود را «ابله» بخواند، به محکمه برده خواهد شد و اگر او را «احمق» بخواند مستوجب آتش جهنا خواهد بود"
- متی ۵:۲۹: "... زیرا بهتر است که عضوی از بدن خود را از دست بدهی تا اینکه با تمام بدن به جهنا افگنده شوی"
- متی ۵:۳۰: "... زیرا بهتر است که عضوی از بدن خود را از دست بدهی تا اینکه با تمام بدن به جهنا بیفتی"
- متی ۱۰:۲۸: "... از کسی بترسید که قادر است جسم و جان، هر دو را در جهنا تباه سازد"
- متی ۱۸:۹: "... زیرا بهتر است که با یک چشم به زندگی راه یابی تا با دو چشم به جهنا افگنده شوی"
- متی ۲۳:۱۵: "وای بر شما ای علمای دین و فریسی‌های منافق، شما دریا و خشکی را طی می‌کنید تا کسی را پیدا کنید که دین شما را بپذیرد و وقتی که موفق شدید، او را دو برابر بدتر از خود تان سزاوار جهنا می‌سازید"
- متی ۲۳:۳۳: به فریسی‌ها "ای ماران، ای افعی زادگان، شما چگونه از مجازات جهنا می‌گریزید؟"
- مرقس ۹:۴۳: "پس اگر دستت باعث گمراهی تو می‌شود، آن را ببر، زیرا بهتر است بدون دست به زندگی راه یابی از اینکه با دو دست به جهنا بیافتی یعنی به آتشی که خاموشی نمی‌پذیرد"
- مرقس ۹:۴۵: "و اگر پایت تو را گمراه کند، آن را ببر زیرا بهتر است که لنگ به زندگی راه یابی از اینکه با دو پا به جهنا انداخته شوی"
- مرقس ۹:۴۷: "و اگر چشمت تو را منحرف سازد آن را بکش، زیرا بهتر است که با یک چشم وارد پادشاهی خدا شوی از این که با دو چشم به جهنا بیافتی"
- لوقا ۱۲:۵: "شما را آگاه می‌سازم که از چه کسی باید بترسید: از آن کسی بترسید که پس از کشتن، اختیار دارد به جهنا اندازد. بلی، می‌گویم از او باید ترسید"
- یعقوب ۳:۶: "زبان هم آتش است! در میان تمام اعضای بدن ما زبان دنیایی از شرارت است که همه وجود ما را آلوده می‌سازد و دوران زندگی را به جهنا مبدل می‌کند"

### ترجمه در انجیل‌های مسیحیان
عهد جدید از هادس به‌عنوان مقصد موقت مردگان یاد می‌کند. هادث به‌عنوان مکانی جدا از روز جزای جهنای نفرین‌شده مصور شده‌است. مکاشفه یوحنا هادس را دریاچهٔ آتش می‌خواند (مکاشفات ۲۰:۱۴). گفته شده که هادس یا مکان موقت مردگان سرانجام نابود شده و تبدیل به دریایی گداخته می‌شود که معادلی برای جهنا یا جهنم برای نجات‌نیافتگان است. یعنی هر کس پس از این جهان بمیرد برای بررسی حسابش به مکان موقتی به‌نام هادس فرستاده نخواهد شد. نسخه انجیل شاه جیمز تنها برگردان انگلیسی امروزی است که شئول، هادس، و جهنا را به جهنم "Hell" ترجمه کرده‌است. نسخه‌های جدید بین‌المللی (The New International Version) و ترجمه‌زندهٔ نو (New Living Translation)، انجیل استاندارد آمریکایی جدید (New American Standard Bible) همگی Hell را تنها برای جهنا بکار برده‌اند.
کاربرد جهنا در مسیحیت بسیار تحت تاثیر کاربرد جهنا و هادس در زبان‌های عبری و یونانی قرار گرفته‌است:
ترجمه‌هایی که دو واژه را جدا از هم دیده‌اند:
- سده چهارم، انجیل Ulfilas (Wulfila) یا Gothic Bible به زبان گوتیک.
- پایان سده چهارم، انجیل ولگاته
- سده نوزدهم، Young's Literal Translation و Rotherham's Emphasized Bible
- سده نوزدهم، Van Dyck عربی
- سده بیستم، New International Version و New Living Translation و New American Standard Bible
- در زبان یونانی توسط کلیسای ارتدکس شرقی و به زبان اسلاو در Russian Synodal Bible
- ترجمه زنده نو ،که تنها مختص پیروان شاهدان یهوه است، با نویسه‌گردانی جهنا و هادس را از هم جدا می‌کنند و واژه "Hell" به جای جهنا (متی ۲۲:۵) و هادس (اعمال رسولان ۳۱:۲) بکار نمی‌رود.

ترجمه‌هایی که جدا ندیده‌اند:
- پایان سده دهم Wessex Gospels و انجیل ترجمه جان ویکلیف در سده چهاردهم
- سده شانزدهم، انجیل ترجمه ویلیام تیندل
- سده هفدهم نسخه شاه جیمز، تنها برگردانی که شئول، هادس، و جهنا را به جهنم "Hell" ترجمه کرده‌است

بسیاری از ترجمه‌های امروزی جهنا را جایی برای کیفر ابدی و بنام جهنم دانسته‌اند.

به عبارت دیگر نابودپنداران Annihilationist جهنا را مکانی می‌دانند که گناهکاران سرانجام در آنجا نابود می‌شوند، نه اینکه برای همیشه عذاب بکشند. کلیت‌باوران/عام‌شمولان مسیحی Christian Universalists، که باور دارند خدا سرانجام همه روان‌ها را با خود آشتی خواهد داد، تفسیر عهد جدید را به عهدقدیم آن پیوند داده و نتیجه می‌گیرند که جهنا همیشه یادآور محکمه قطعی الهی بوده و عذابی جاودان برای گمراهان نخواهد بود. همچنین دره هینوم جایگاه سنتی میدان سفالین Potter's field (گور همگانی- جایی برای گوراندن تهیدستان) است که کشیش‌ها آن را پس از خودکشی یهودا با "پول خون" خریدند، بهایی که یهودا در برابر خیانت به عیسی پرداخت.

## جهنا در قرآن
در اسلام Hell را جهنم می‌نامند که آشکارا برگرفته از جهنااست. قرآن ۷۷ ارجاع به جهنا (جهنم) داده‌است اما هیچ اشاره‌ای به هادس نکرده‌است.

#### جهنم در باورهای اسلامی
اگرچه که درمیان عوام و معمولاً، دو واژهٔ "دوزخ" و "جهنم" به‌عنوان مترادف به‌کار می‌روند؛ اما براساس برخی از روایات اسلامی دوزخ به هفت طبقه تقسیم می‌شود که نام‌های آنان به ترتیب از بالا (کم‌عذاب ترین) به پائین (پرعذاب ترین) اینچنین می‌باشند:
1. جحیم (که بالاترین و کم عذاب‌ترین طبقه‌ی دوزخ به نسبت طبقات دیگر است.)
2. لظی
3. سقر
4. حطمه
5. هاویه
6. سعیر
7. جهنم (که براساس آیات ۱۴۵ و ۱۴۶ سوره‌ی النساء جایگاه منافقینی است که بدون توبه از دنیا می‌روند.)

## در زبان انگلیسی
واژه‌هایی که در زبان انگلیسی در چم دوزخ و جهنم بکارمی‌روند: hell, inferno, pandemonium, Acheron, Tartarus, Gehenna, Hades, avernus, nether world, underworld, pandemonium

## ارجاعات ادبی
- بهشت گم‌شده، جان میلتون، کتاب ۱

 مولوخ گور خود را کند

دره دلپذیر هینوم، و از آنجا توفت

و آنکه جهنای سیاه گویند، گونه‌ای از جهنم
- ترکیدن حباب‌ها، شلوم الایکِم (داستان‌های تِوی‌یا Tevya)

 آتش‌های جهنم، به او خواهم گفت، "شکنجه جهنا بر تو بسیار روا خواهد بود"
- مورلا "Morella"، ادگار آلن پو

 و بدین‌سان، شادی ناگهان به هراس انجامید، و زیباترین زشت‌ترین شد، همانگونه که هینوم شد جهنا.
- داستان Gadsby، رودیارد کیپلینگ

 آن پایین در جهنا یا بالا بر اورنگ.
او تندتر از هر تنهایی سفر می‌کرد.
- شاهزاده مریخ A Princess of Mars، ادگار رایس باروز

 باورم ساخت که نزدیک بودم اما از برزخ به جهنا پریدم
- مورچه و تنبل The Ant and the Sluggard، پی. جی. ودهاوس P. G. Wodehouse

 ناگزیرم کلبه کوچکم را ترک کنم و به سوراخی خفه، بدبو، بسیار داغ در یک آپارتمان بروم، ترک بهشت، جهنای چرکین.